# Ritzmannshof (Gemeinde Zwettl-Niederösterreich)
Ritzmannshof  ist ein Gehöft im Waldviertel in Niederösterreich, und Ortschaft und Katastralgemeinde der Gemeinde Zwettl-Niederösterreich im Bezirk Zwettl.

## Geographie
Dieser ehemalige Meierhof des Stifts Zwettl liegt nordwestlich des Klosters am Hofteich. Die Ortschaft, als Weiler klassiert, umfasst fünf Gebäude.
Nachbarorte
| Walterschlag (Gem. Schweiggers) | Teichhäuser                                 | Großglobnitz |
|                                 | Kompassrose, die auf Nachbargemeinden zeigt |              |
| Unterrabenthan                  |                                             | Großhaslau   |

## Geschichte, Bauliches und Sehenswürdigkeiten
Nach einer ersten urkundlichen Erwähnung im Jahr 1296 wurde der Ritzsmannshof 1311 als zerstört bezeichnet und später wiederaufgebaut. Um 1730 wurde er nach Plänen von Josef Munggenast umgebaut.
Es handelt sich um eine schlichte, vierseitig geschlossene Hofanlage mit zweigeschoßigem Nordtrakt. Hofseitig ist eine gemalte Sonnenuhr aus dem Jahr 1736 zu sehen. Die ehemaligen Stallungen im Westtrakt haben barocke Kreuzgratgewölbe über Rechteckpfeilern. Das Gebäude steht unter Denkmalschutz (Listeneintrag).
Nahebei, am Weg Richtung Teichhäuser beim Straßenteich, findet sich auch ein Steinkreuz des 19. Jahrhunderts.